# پست‌بوم کاسپین

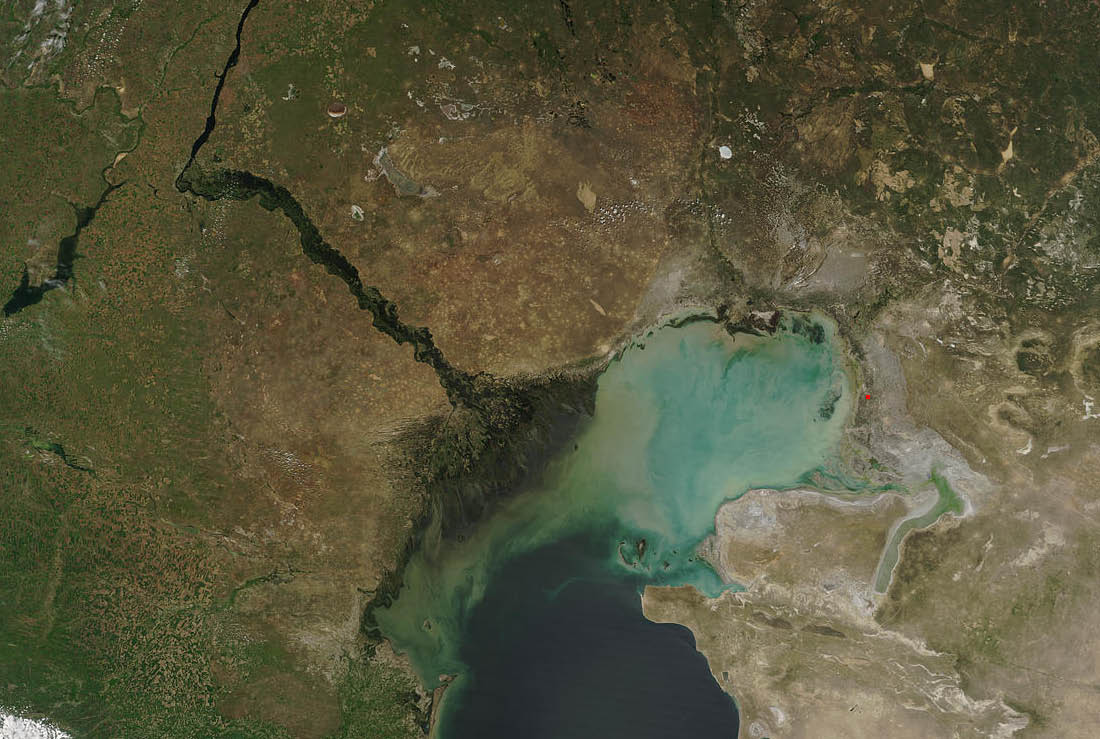
پست‌بوم کاسپین در شمال دریای کاسپین

پست‌بوم کاسپین (روسی: Прикаспи́йская ни́зменность) نام دشت بزرگ پستی است که کرانه‌های شمالی دریای کاسپین را دربر گرفته است.
پست‌بوم کاسپین بخش شمالی و بزرگ‌تر یک منطقه کم‌ارتفاع بزرگ‌تر به نام پست‌بوم آرال - کاسپین است که پیرامون دریاچه‌های کاسپین و آرال واقع شده است.